# Sulawesi du Nord
Sulawesi du Nord (en indonésien Sulawesi Utara) est une province de l’Indonésie, constituée par l'extrémité orientale de la péninsule de Minahasa, qui forme la partie nord de l'île de Célèbes et par l'archipel des Sangihe.
La superficie de la province est de 15 272 km² et sa population de 1,97 million d'habitants (2000). Sa capitale est Manado.

## Histoire
La tradition parle d'une alliance qui aurait été passée en 670 apr. J.-C. entre plusieurs chefs contre le royaume de Bolaang Mongondow. Cette date ne repose sur aucune preuve matérielle. Cette alliance serait à l'origine du nom de "Minahasa", qui signifie "unité". Le témoignage de cette alliance est la Watu Pinabetengan ou "pierre de Pinabetengan", qui se trouve dans le village du même nom, situé à 50 km de Manado.
Certains waruga ou sarcophages dateraient du IXe siècle.
La tradition parle d'un ancien royaume de Manado ou Manado Tua, dont le centre aurait été l'île de ce nom.
Les Portugais abordent la région peu de temps après leur prise de Malacca dans la péninsule Malaise en 1511.
En 1667, la VOC (Vereenigde Oostindische Compagnie ou "Compagnie néerlandaise des Indes orientales") établit un poste dans différentes petites principautés du pays Minahasa et dans les îles Sangir et Talaud.
À l'époque coloniale Minahasa était, avec sa voisine Gorontalo, Ambon et Lombok, une des quatre régions de l'est des Indes néerlandaises à être sous administration directe.

## Géographie

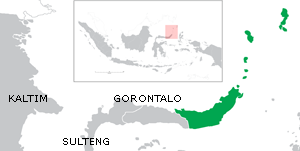
Carte la province de Sulawesi du Nord.

La province est située entre 121° et 127° de longitude est et entre 0°30' et 4° de latitude nord. Elle est bordée :
- Au nord, par la mer de Célèbes et la frontière internationale avec les Philippines,
- À l'est et au sud, par la mer des Moluques et la province de Maluku Utara (Moluques du Nord) et
- À l'ouest, par la province de Gorontalo.

## Géologie
Le bras Nord de Sulawesi est formé de roches sédimentaires tertiaires et de roches volcaniques issues d'un arc insulaire. Cet arc insulaire trouve son origine dans la subduction de la plaque de la Mer des Moluques sous la plaque Eurasienne à l'Ouest. Cette plaque est aussi en subduction vers l'Est sous la plaque de la Mer des Philippines. Le résultat de cette double subduction a été la création de l'arc volcanique Sangihe à l'Ouest (dont fait partie le Sulawesi du Nord) et de l'arc volcanique Halmahara à l'Est.
Le bras Nord de Sulawesi peut être divisé en trois compartiments: le compartiment aligné N.E.-S.O. (compartiment Minahasa) qui correspond à la province de Sulawesi du Nord, le segment central aligné E-O (le compartiment Gorontalo) qui correspond à celle de Gorontalo et le compartiment aligné N-S, dénommé le Cou. Seule la province de Sulawesi du Nord comporte des volcans actifs.
Les principaux volcans actifs sont le Soputan, les volcans jumeaux Lokon et Empung, le Mahawu, le   Tongkoko et dans une moindre mesure le Klabat. Dans l'archipel des îles Sangihe, on trouve plusieurs volcans actifs dont le Awu, le Karangetang et le Ruang qui constituent des îles alors que le Wuhu, volcan sous-marin, n'a formé que des ilots temporaires lors de ses dernières éruptions.

## Divisions administratives
Sulawesi du Nord est subdivisée en onze kabupaten :
- Bolaang Mongondow (?)
- Bolaang Mongondow du Sud (Bolaang Uki)
- Bolaang Mongondow oriental (Tutuyan)
- Bolaang Mongondow du Nord (Boroko)
- Minahasa (Tondano)
- Minahasa du Sud (Amurang)
- Minahasa du Sud-Est (Ratahan)
- Minahasa du Nord (Airmadidi)
- Îles Sangihe (Tahuna)
- Îles Siau Tagulandang Biaro (Ondong)
- Îles Talaud (Melonguane)

et quatre kota :
- Bitung
- Kotamobagu
- Manado
- Tomohon.

Au total, les 11 districts (Kabupaten) et les 4 villes (Kota) sont divisés en 150 sous-districts (Kecamatan) qui correspondent à 306 communes (kelurahan) regroupant 1 200 villages (desa).

## Population et société

### Démographie
| 1971      | 1980      | 1990      | 1995      | 2000      | 2005      | 2010      |
| --------- | --------- | --------- | --------- | --------- | --------- | --------- |
| 1 718 543 | 2 115 384 | 2 478 119 | 2 649 093 | 2 000 872 | 2 128 780 | 2 265 937 |

### Groupes ethniques
Au recensement de 2010, 93,59% des habitants de la province appartenaient à des groupes ethniques originaires des Célèbes. Les groupes les plus représentés étaient :
- Les minahasa (45,16%), subdivisés en 9 groupes parlant des langues différentes. Ils peuplent la moitié est et sont majoritairement protestants.

- Les sangir (20,27%), originaires des îles Sangihe et Talaud.
- Les mongondow (12,97%) qui habitent à l'ouest de la province. Ils sont musulmans ou protestants.
- Les gorontalo (8,27%) qui habitent à l'ouest et dans la province voisine de Gorontalo. Ils sont majoritairement musulmans.
- Les talaud (3,92%), originaires des îles Talaud.
- Quelques autres petites minorités.

La province comporte également des communautés immigrées, notamment des javanais (3,12%) et des balinais (0,63%) principalement issus de la transmigration, ainsi que des chinois (0,37%) dont la migration est plus ancienne.

### Langues
La plupart des langues vernaculaires de la province appartiennent au rameau des langues philippines de la branche malayo-polynésienne des langues austronésiennes. Toutefois, comme dans l'ensemble de l'Indonésie, la langue indonésienne est utilisée dans l'administration, l'éducation, les médias et la communication entre les différents groupes ethniques.

### Religion

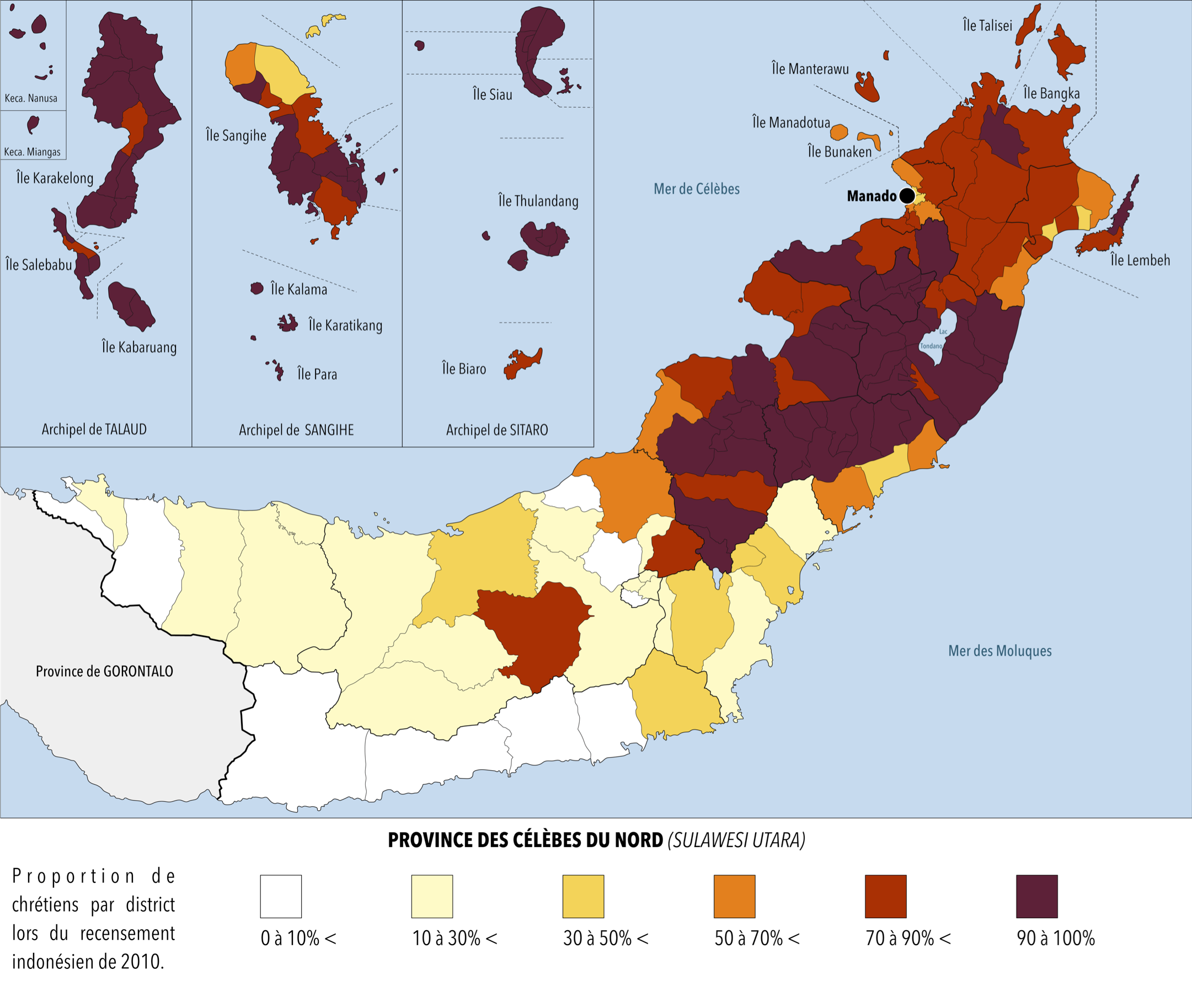
Proportion de chrétiens par district (kecamatan) lors du recensement de 2010.

Le christianisme (principalement protestant) et l'islam sont les principales religions des populations natives de la province. Une petite communauté hindoue y habite également, principalement composée de transmigrants balinais. Une poignée de chinois pratique le bouddhisme. 

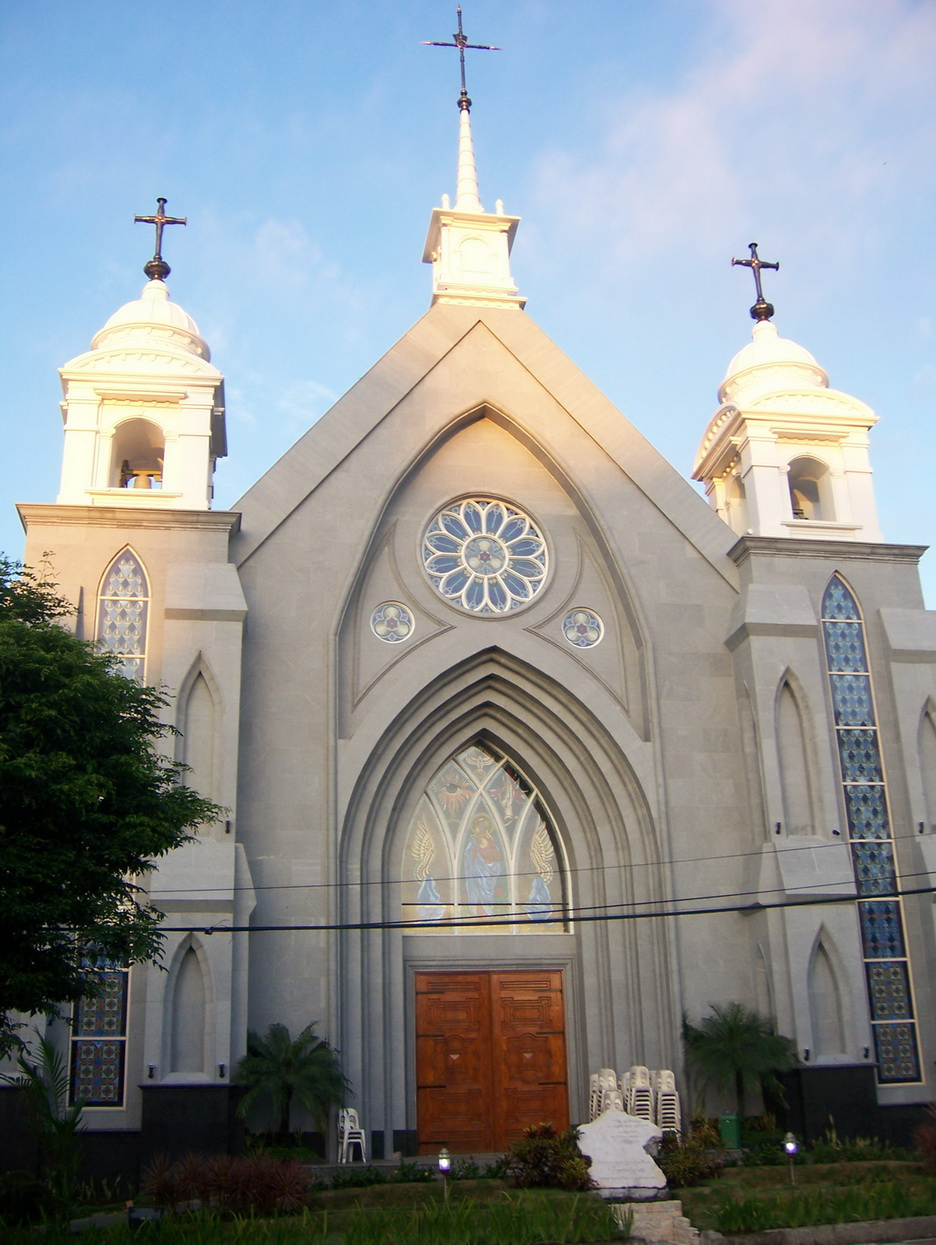
La cathédrale de Manado
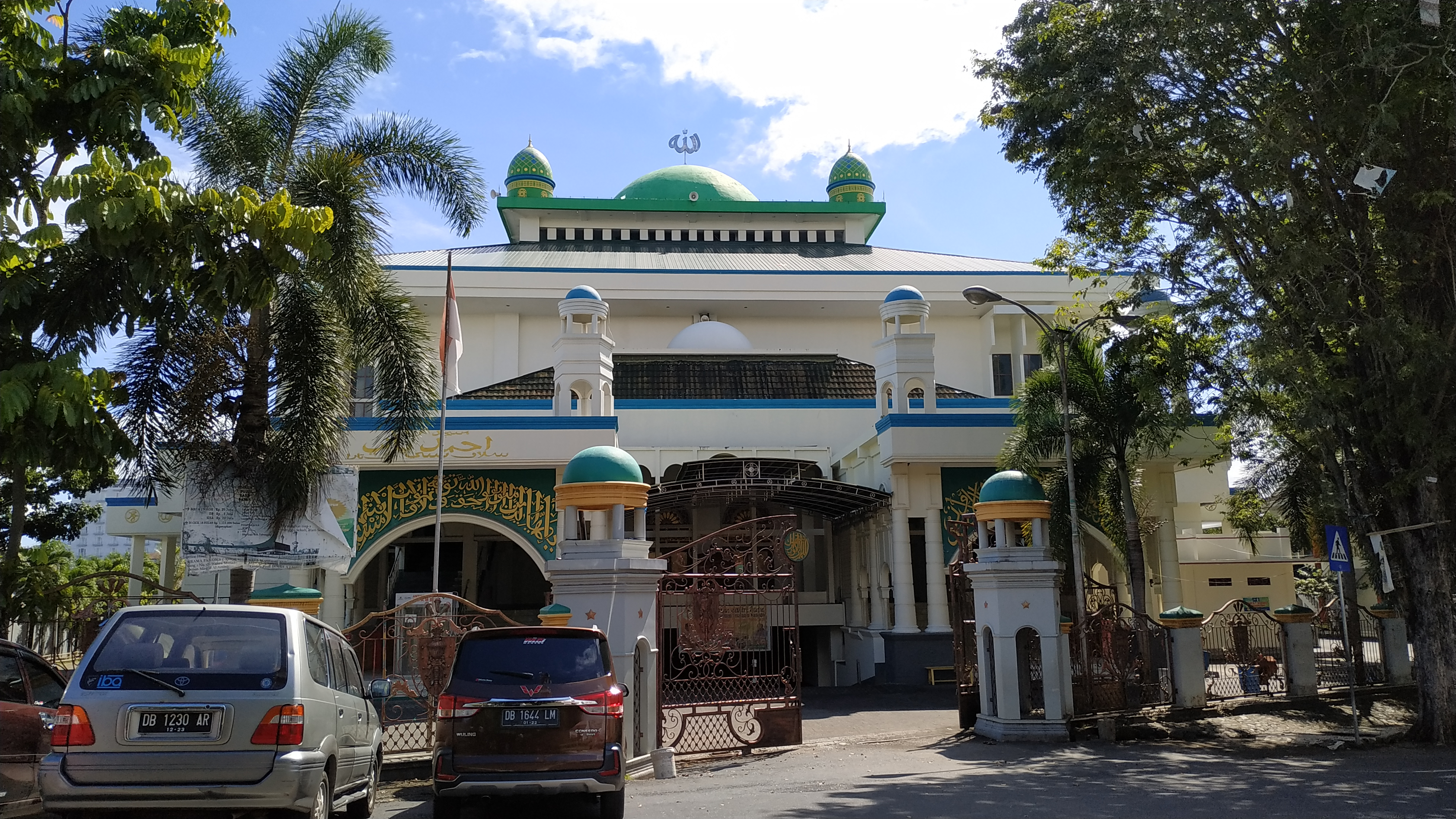
Une mosquée à Manado
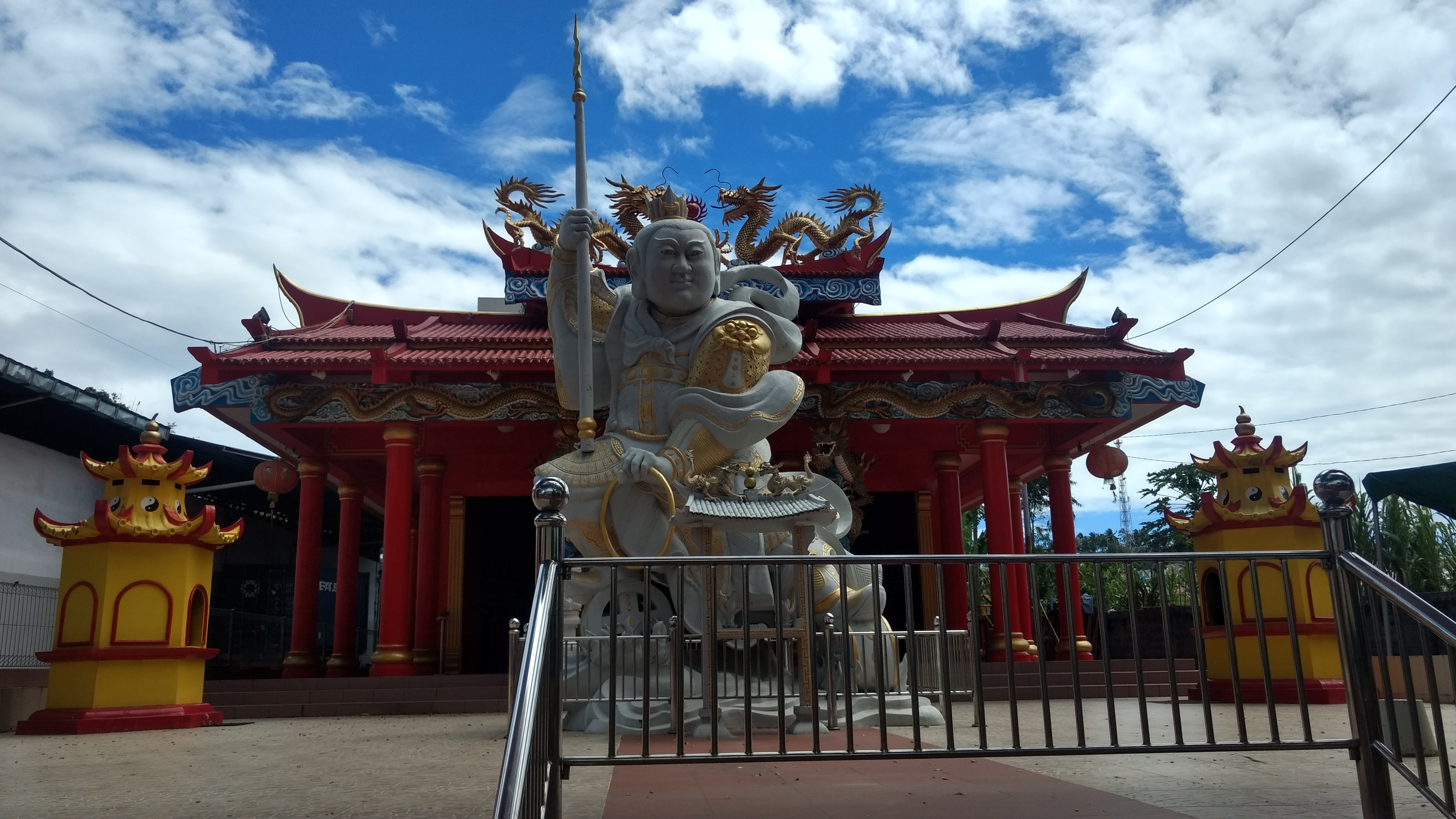
Un temple bouddhiste chinois à Manado

#### Statistiques
|                | Quantité  | %      |
| -------------- | --------- | ------ |
| Protestantisme | 1 672 363 | 62,86% |
| Islam          | 847 968   | 31,87% |
| Catholicisme   | 118 965   | 4,47%  |
| Hindouisme     | 15 734    | 0,59%  |
| Autres         | 5 385     | 0,20%  |

Source :  (2023).

## Personnalités liées à la province
- Sam Ratulangi, héros de l'indépendance et premier gouverneur de Sulawesi ;
- Joseph Theodorus Suwatan, éveque de Manado depuis 1990, président de la conférence épiscopale d’Indonésie ;
- Petrus Canisius Mandagi, éveque d'Amboine depuis 1994.
- G.H. Mantik, gouverneur du Sulawesi du Nord de 1980 à 1985[9].

## Tourisme
Le parc national marin de Bunaken a été créé en 1991. Il couvre une superficie totale de 891 km². Il comprend les 5 îles de Bunaken, Manado Tua, Mantehage, Nain et Siladen. La profondeur d'eau atteint 1 566 mètres dans la baie de Manado. Le parc abrite une des plus grandes biodiversités marines du monde. Par exemple, 7 des 8 espèces de coquillages géants connus dans le monde se trouvent à Bunaken. Le parc abrite également 70 genres de coraux. C'est à Manado Tua qu'on a trouvé, en 1999, une deuxième espèce de cœlacanthe, le latimeria menadoensis.
La réserve naturelle de Tangkoko-Duasudaras, à 60 km de Manado, la capitale provinciale, abrite un des plus petits primates du monde, le tarsier spectre, le macaque à crête et une espèce de singe sans queue endémique de Célèbes, ainsi qu'une espèce d'oiseau unique le mégapode maléo et des lézards volants.
La ville de Tomohon est à une heure de Manado, au pied de deux volcans actifs faciles à gravir. Le Lokon et surtout le Mahawu offrent des vues spectaculaires.

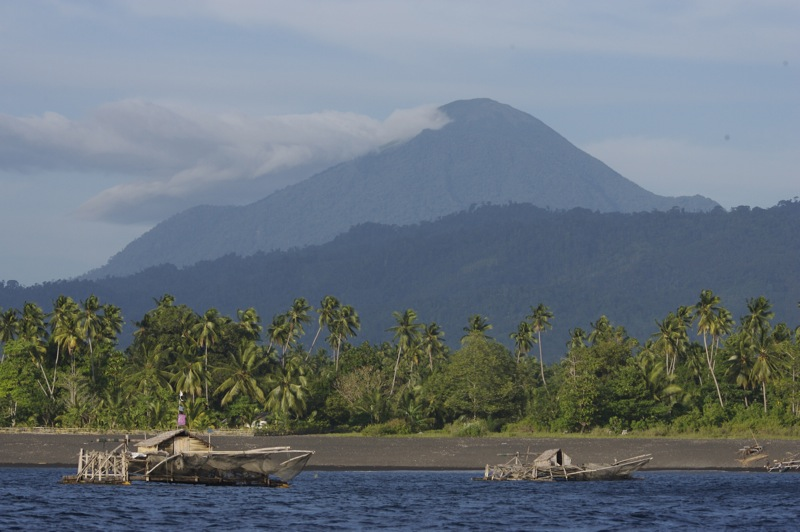
Le volcan Tangkoko
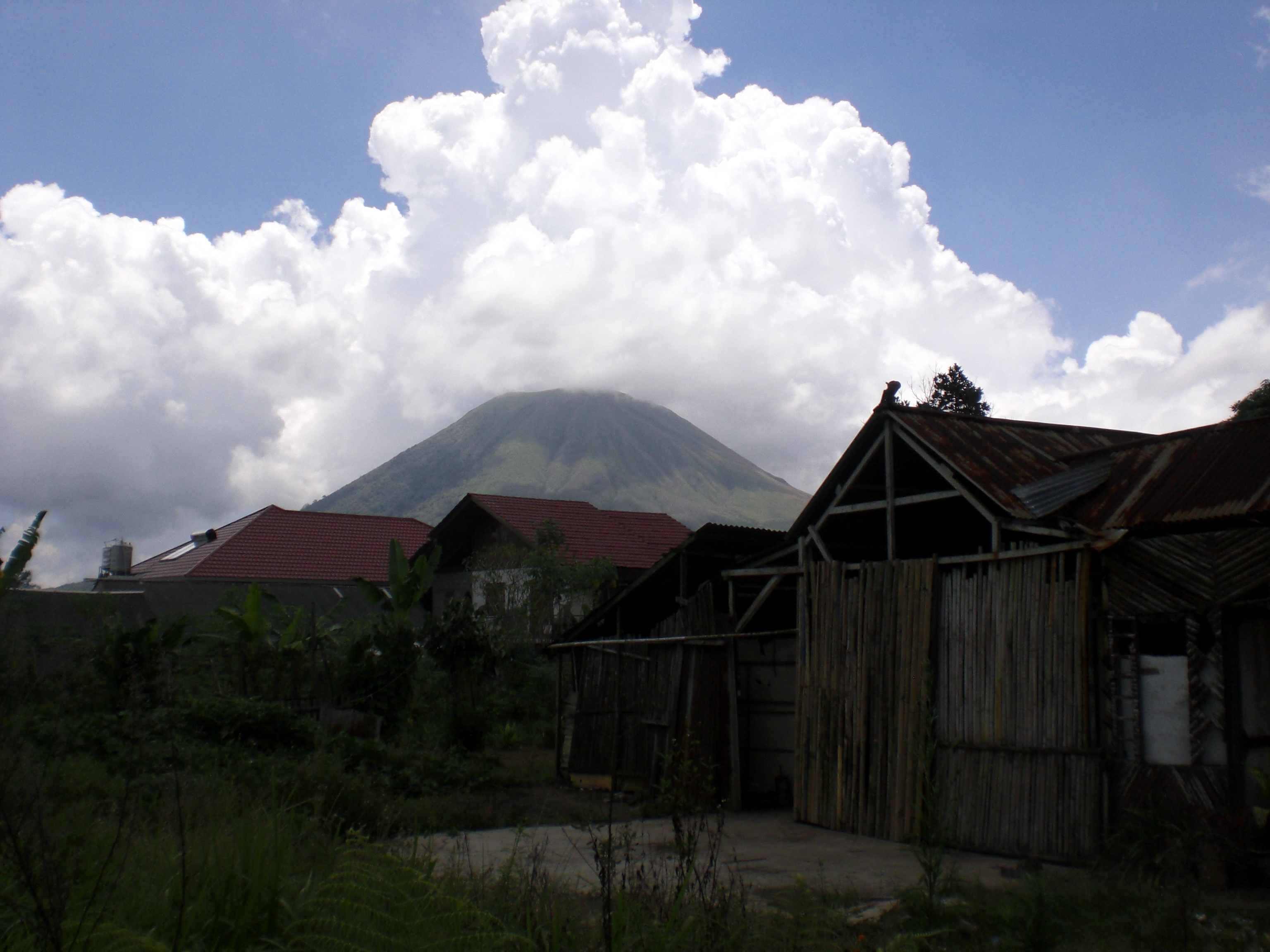
Le volcan Lokon vu de Tomohon